# Kålhuvudet
Kålhuvudets naturreservat ligger i Örnsköldsviks kommun, Björna socken. Det ligger 7 km sydväst om Hemling och omfattar 770 hektar.

## Allmänt
Kålhuvudet är ett av de intressantaste naturskogsobjekten i Västernorrlands län. Här finns genuin naturskog med långskäggsdraperade granar. Området är högt beläget, topplatån ligger på 510 meter över havet. Den vanligaste typen av skog är en gles, relativt grov och högvuxen granskog av höghöjdstyp. På toppen finns en mycket gles skog med stort inslag av knotiga ”fjällbjörkar”. I nordostsluttningen finns mera virkesrika, grovvuxna bestånd.
Som helhet är skogen i det närmaste orörd och mycket olikåldrig, upp till 300-åriga granar förekommer. 150-200-åriga granar dominerar och bara enstaka spår av dimensionsavverkning syns. Det finns nästan inga spår av skogsbrand, vilket kan ha sin förklaring i att skogen är så glesvuxen. 
Här finns även många sluttande och värdefulla stora myrar.

## Intressanta arter
Kärlväxtfloran är inte närmare studerad men torta och spindelblomster förekommer i den fuktiga nordsluttningen.
Vedsvampsrikedomen i området är stor med ovanliga och hotade arter som ostticka (Skeletocutis odora), taigaskinn (Laurilia sulcata), lappticka (Amylocystis lapponica), rynkskinn (Phlebia centrifuga), rosenticka (Fomitopsis rosea), ullticka (Phellinus ferrugineofuscus) och gränsticka (Phellinus nigrolimitatus). På grova sälgar i skogen finns doftticka (Haploporus odorus). I Kålhuvudet finns också ett fint bestånd av långskägglav (Usnea longissima).
Andra exklusiva lavar som hittats är skorpgelélav (Collema occultatum), vitskaftad svartspik (Chaenothecopsis viridialba) och de sällsynta och hotade mossorna vedtrappmossa (Anastrophyllum hellerianum), liten hornflikmossa (Lophozia ascendens) och vedsäcksmossa (Calypogeia suecica).
Här finns en av landets rikare artförekomst av spindlar på grangrenar . Bland arterna förekommer konisk hjulspindel och käkspindel. Lavskrikan trivs i området, liksom tretåig hackspett, spillkråka och tjäder.

## Reservatsbildning
Reservatet bildades 1993. Ändamålet var att för framtiden bevara ett naturskogsartat skogsekosystem och låta det utvecklas fritt. Härigenom gör man det möjligt för de hotade naturskogsarterna att fortleva.
Reservatet är av Regeringen antaget som Natura 2000-område enligt habitatdirektivet och som skyddsområde enligt fågeldirektivet. 
De naturtyper som skyddas i området är västlig taiga, aapamyrar och som det heter i bevarandeplanen, "öppna svagt välvda mossar, fattiga och intermediära kärr och gungflyn". Den västliga taiga som skyddas tillhör undergrupperna gamla talldominerade skogar, gamla grandominerade skogar och gamla barrblandskogar.

## Övrigt
Kålhuvudet har en övernattningsstuga vid Rödmyran.
Reservatet har fått sitt namn av berget. Berget har fått sitt namn av utseendet. För att förstå varför behöver man besöka berget.